# Riells i Viabrea
Riells i Viabrea és un municipi de la comarca de la Selva. Forma part de la subcomarca del Baix Montseny. Anomenat antigament Sant Martí de Riells i Riells del Montseny durant la Segona República espanyola, va passar a dir-se simplement Riells fins al 1983, en què adoptà l'actual denominació oficial.

## Història
El municipi es va constituir el 1787 per la unió de Riells i de Viabrea. Aquest dos termes pertanyien a la Batllia de n'Orri del Vescomtat de Cabrera fins a l'abolició de l'antic règim senyorial.
Malgrat la pertinença a la Batllia de n'Orri, aquests dos termes han estat tradicionalment de la Diòcesi de Barcelona, però el 1957 van passar a ser de la Diòcesi de Girona. Per una altra part, malgrat que havien format part de la Vegueria de Girona abans de la Nova Planta, van passar a ser del Corregiment de Mataró durant el S. XVIII.
Actualment la capital del municipi és al nucli de Can Salvà

## Geografia
- Llista de topònims de Riells i Viabrea (Orografia: muntanyes, serres, collades, indrets…; hidrografia: rius, fonts…; edificis: cases, masies, esglésies, etc.).

| Entitat de població        | Habitants (2024) |
| Junior Park                | 964              |
| Can Salvà                  | 680              |
| el Bosc de la Batllòria    | 678              |
| Ordenació Riells i Viabrea | 636              |
| Can Plana                  | 455              |
| Alba de Liste              | 378              |
| Viabrea                    | 320              |
| Sant Llop                  | 177              |
| Riells                     | 84               |
| Ca n'Hoste                 | 74               |
| Fogueres de Montsoriu      | 51               |
| Font: Idescat              |                  |

Una part del municipi és dins el Parc Natural del Montseny. El travessa la riera de Riells, que després rep el nom de riera de Breda, i que és afluent de la Tordera.
L'antiga agricultura de subsistència ha estat abandonada i les feixes tocants al bosc, avui en dia també són bosc.

## Medi natural
Hi predomina l'alzinar i, a una certa altura, les fagedes.
Hi ha presents espècies com el gaig, la fagina, la guilla, el senglar, el vidriol, l'eriçó, el talp…

## Demografia
| 1497 f | 1515 f | 1553 f | 1717 | 1787 | 1857 | 1877 | 1887 | 1900 | 1910 |
| ------ | ------ | ------ | ---- | ---- | ---- | ---- | ---- | ---- | ---- |
| 9      | 12     | 14     | 154  | 272  | 601  | 581  | 556  | 580  | 553  |

| 1920 | 1930 | 1940 | 1950 | 1960 | 1970 | 1981 | 1990 | 1992  | 1994  |
| ---- | ---- | ---- | ---- | ---- | ---- | ---- | ---- | ----- | ----- |
| 512  | 518  | 486  | 464  | 453  | 480  | 538  | 911  | 1.038 | 1.038 |

| 1996  | 1998  | 2000  | 2002  | 2004  | 2006  | 2008  | 2010  | 2012  | 2014  |
| ----- | ----- | ----- | ----- | ----- | ----- | ----- | ----- | ----- | ----- |
| 1.429 | 1.686 | 2.043 | 2.332 | 2.818 | 3.238 | 3.659 | 3.868 | 3.980 | 4.000 |

| 2016  | 2018  | 2020  | 2022  | 2024  | 2026 | 2028 | 2030 | 2032 | 2034 |
| ----- | ----- | ----- | ----- | ----- | ---- | ---- | ---- | ---- | ---- |
| 3.927 | 4.002 | 4.153 | 4.279 | 4.499 | -    | -    | -    | -    | -    |

## Personatges il·lustres
- Pere Ribot i Sunyer

## POUM
Actualment, l'Ajuntament està tramitant el  Pla d'ordenació urbanística municipal (POUM) per substituir el vigent, que té unes quantes dècades d'antiguitat. Aquest POUM pretén urbanitzar zones com la que envolta l'antiga Abadia de Sant Martí de Riells, cosa que ha aixecat l'oposició de veïns i grups com la Coordinadora per a la Salvaguarda del Montseny.